# Preactis millardae
Preactis millardae is een zeeanemonensoort uit de familie Preactiidae.
Preactis millardae is voor het eerst wetenschappelijk beschreven door W.K. England in England & Robson in 1984. De specifieke kenmerken van deze anemoon noopten de auteurs om een nieuw geslacht (Preactis) en een nieuwe familie (Preactiidae) te creëren voor de taxonomische indeling ervan. Het epitheton millardae is een eerbetoon aan dr. N.A.H. Millard van het South African Museum in Kaapstad.
De soort is aangetroffen aan en nabij het Kaapse Schiereiland (Zuid-Afrika), onder meer nabij Hermanus en in de Valsbaai. Ze vertoont veel gelijkenissen met Dactylanthus antarcticus; Dactylanthus is overigens het enige geslacht naast Preactis dat behoort tot de familie Preactiidae. Beide geslachten zijn monotypisch.